# Pedro Mascarenhas
Pedro Mascarenhas (ur. ok. 1484 w Mértola, Portugalia, zm. 23 czerwca 1555 w Goa, Indie) – portugalski żeglarz, odkrywca i dyplomata. Odkrył archipelag Maskarenów nazwany jego nazwiskiem.

## Życiorys
Mascarenhas służył w portugalskiej flocie. Pływał pod dowództwem Dom Garcia de Noronhas, który później został trzecim Wicekrólem Indii (1538-1542). W tamtym czasie statki przywoziły z Indii głównie przyprawy. W 1510, gdy znajdował się koło Przylądka Dobrej Nadziei dostał wiadomość, aby jak najszybciej popłynął do Goa w związku z konfliktem z Adil Szachem, który chciał wyprzeć Portugalczyków z Goa. Na pomoc Mascarenhasa wzywał ówczesny wicekról Indii Alfonso de Albuquerque.
Pedro Mascarenhas, chcąc jak najszybciej dotrzeć do Goa, wybrał nieznaną jeszcze trasę, kierując się na wschód, by przeciąć Ocean Indyjski. Dotychczas statki płynęły wzdłuż wschodnich wybrzeży Afryki na północ i potem kierowały się na wschód przez Morze Arabskie i żeglując między Lakszadiwami a Malediwami, docierały do Wybrzeża Malabarskiego w Indiach.
Po drodze w czasie tej podróży odkrył pewną liczbę wysp, nieznanych wcześniej Europejczykom. Maskareny zawdzięczają swą nazwę odkrywcy. Prawdopodobnie odkrył i nazwał też archipelag Czagos i Peros Banhos.
Król Dom João III mianował go ambasadorem w Rzymie. W 1554 Mascarenhas został wicekrólem Indii, ale stanowisko piastował tylko przez 9 miesięcy; wkrótce zmarł, w chwili śmierci miał około 70 lat.